# Homalium rubiginosum
Espèce
Classification phylogénétique
Statut de conservation UICN

 EN  : En danger
Homalium rubiginosum est une espèce de plantes du genre Homalium et de la famille des Flacourtiaceae.